# 投稿
| ウィキペディアには「投稿」という見出しの百科事典記事はありません（タイトルに「投稿」を含むページの一覧/「投稿」で始まるページの一覧）。 代わりにウィクショナリーのページ「投稿」が役に立つかもしれません。 |